# Zum Heiligen Geist (Grafengehaig)

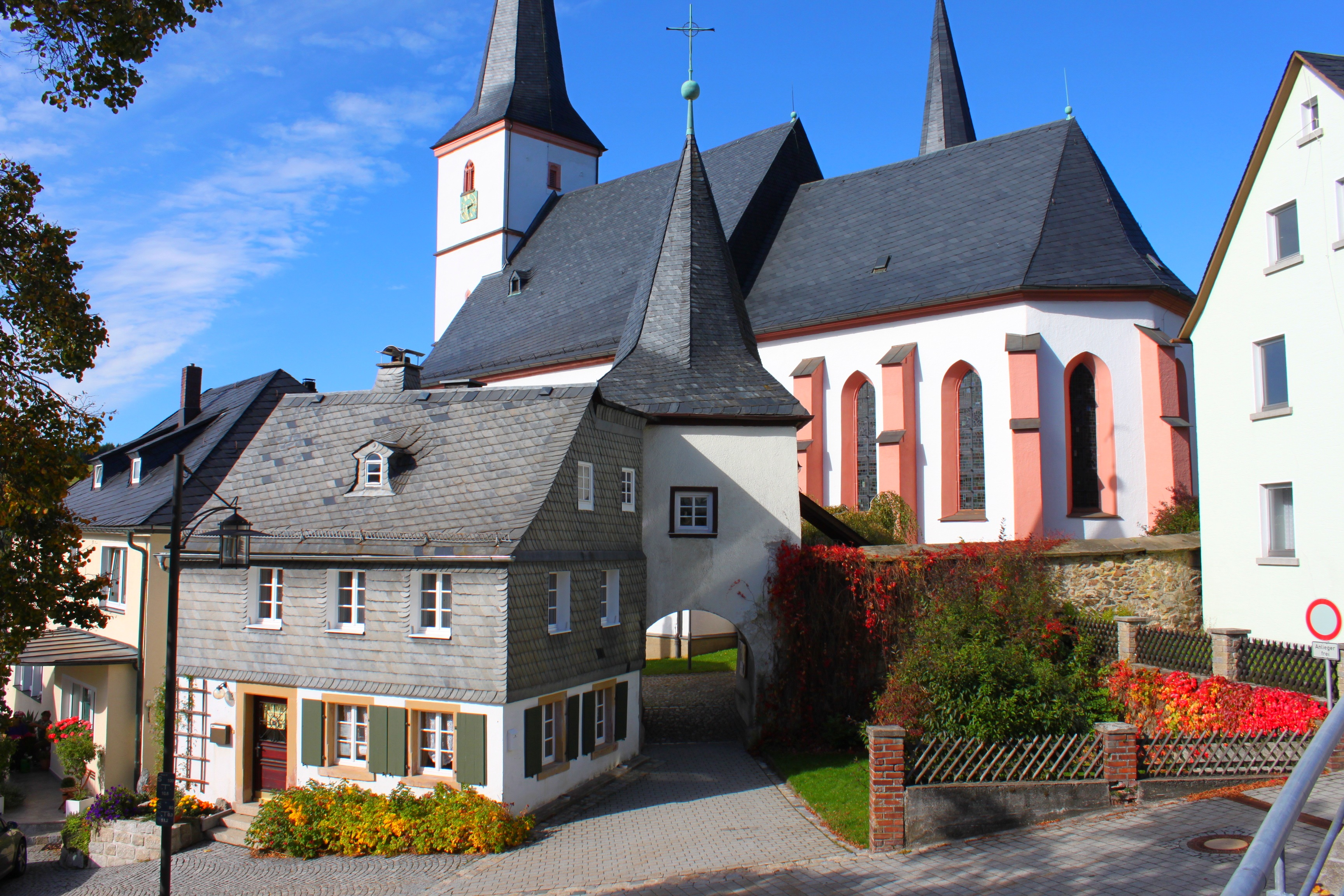
Wehrkirche Grafengehaig

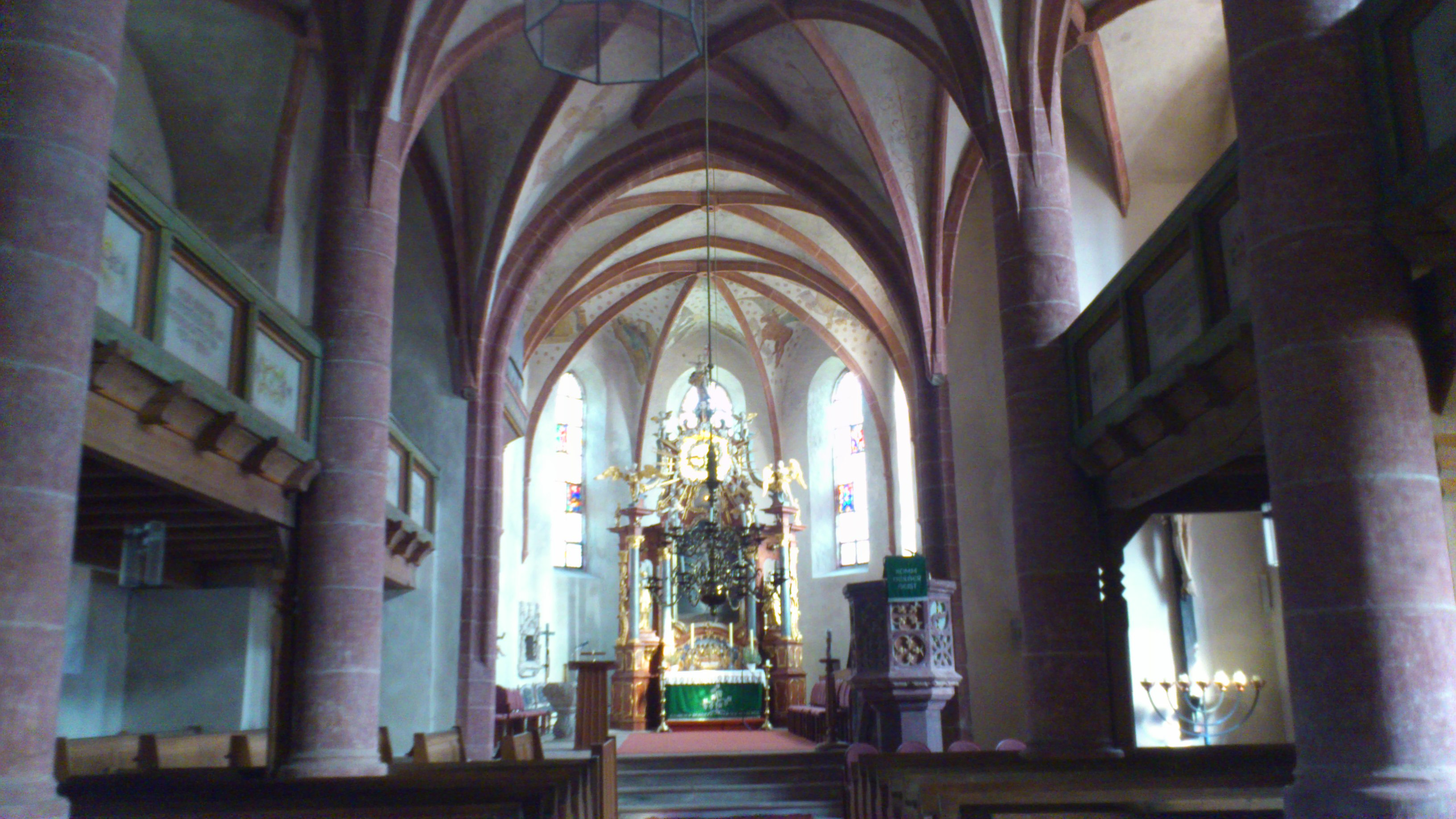
Kircheninneres

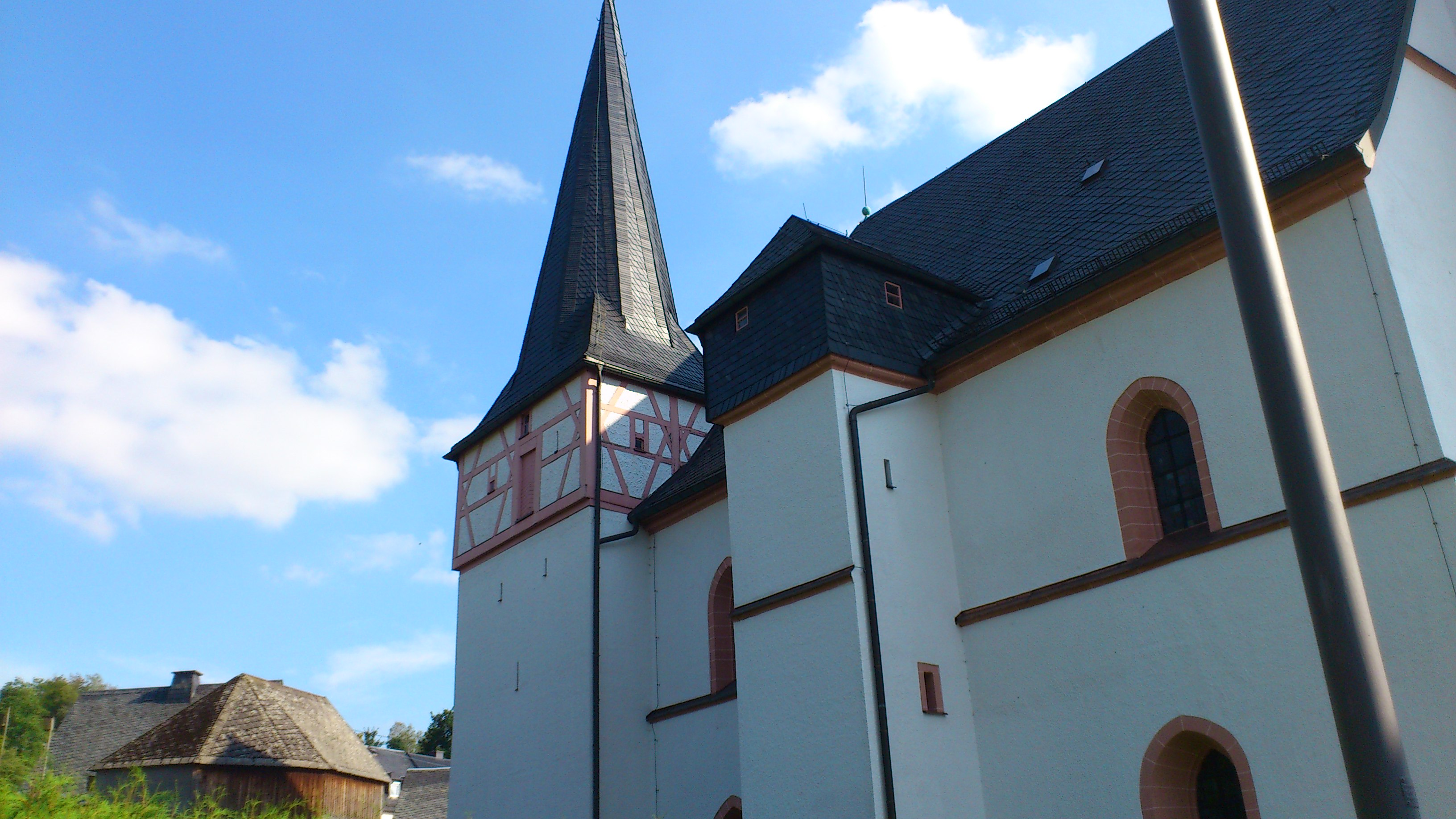
Wehrturm mit Fachwerk

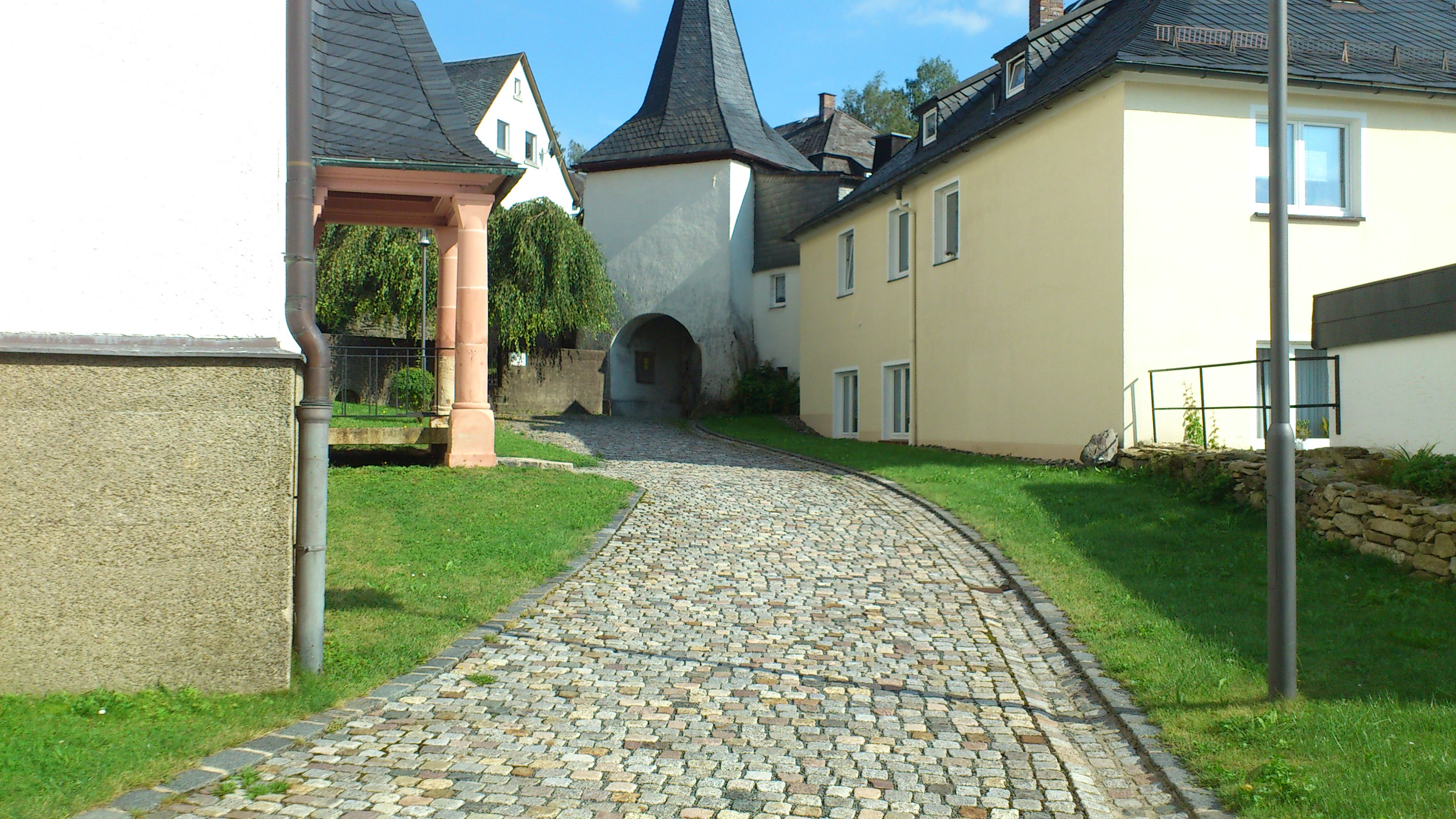
Kirchhof mit Torturm zum Markt

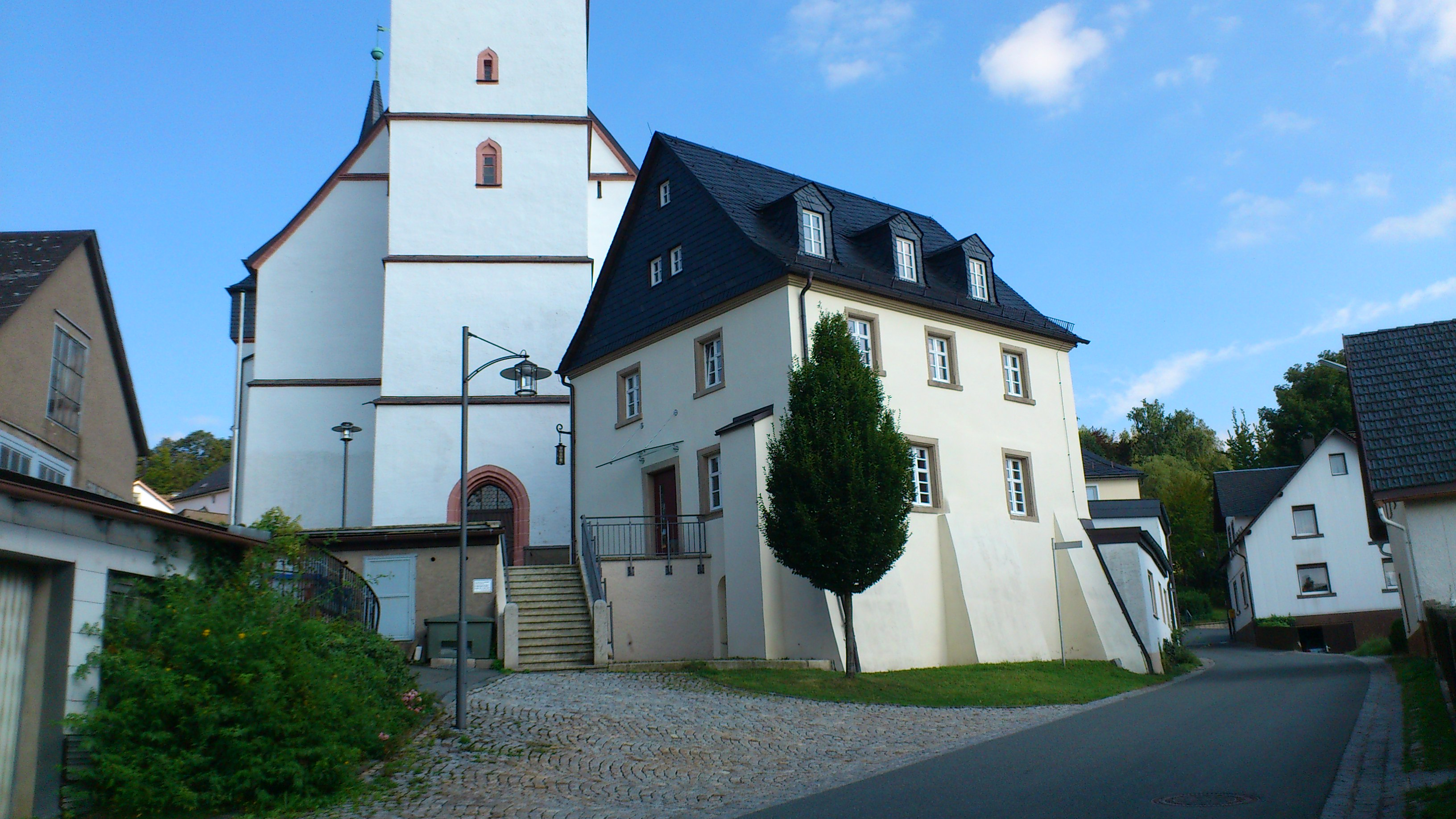
Mesnerhaus

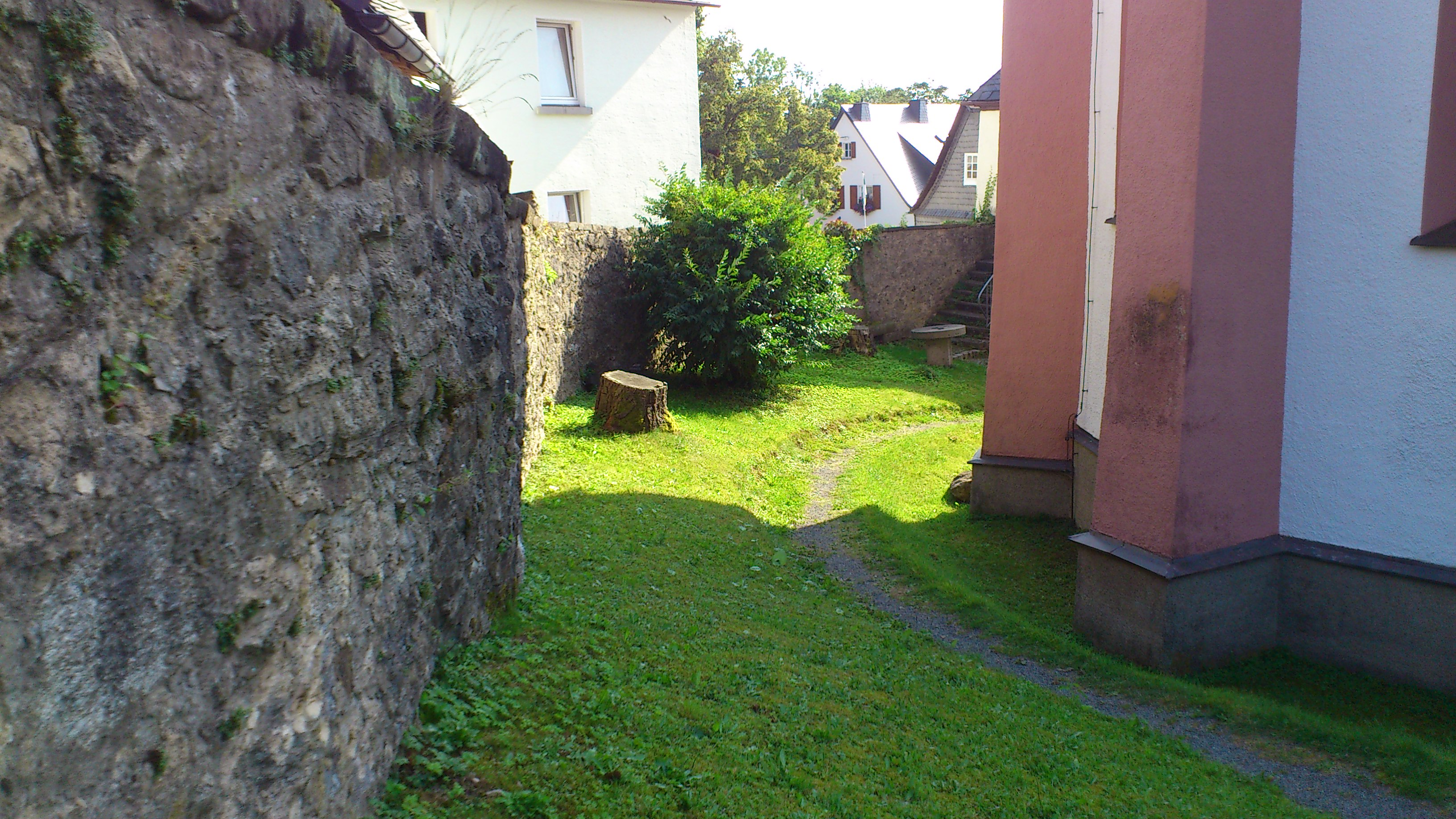
Teile der Wehranlage aus Norden

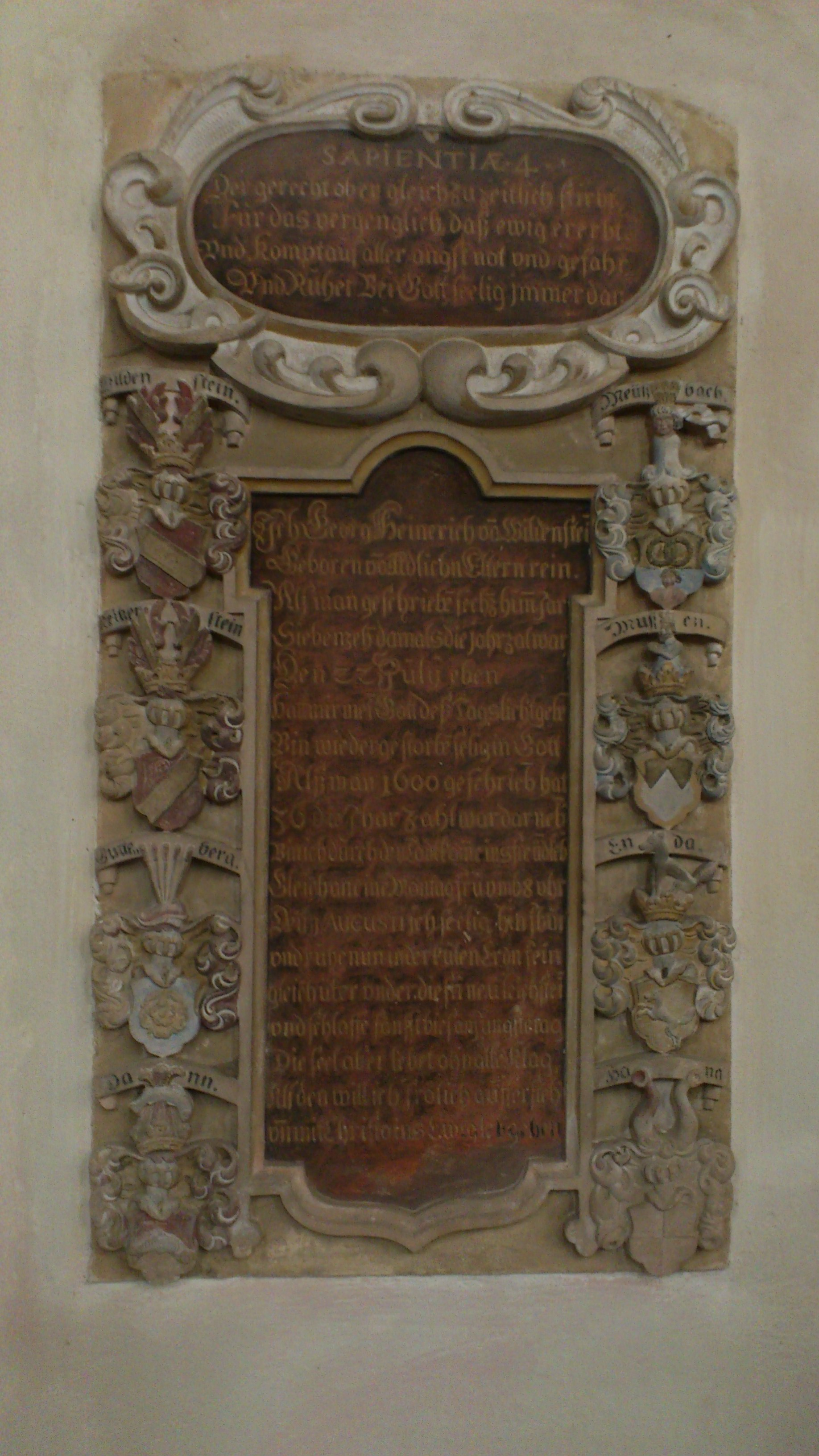
Grabmal derer von Wildenstein 1636

Die evangelisch-lutherische Wehrkirche Zum Heiligen Geist steht in der Ortsmitte von Grafengehaig (Bayern). Sie zählt zu den besterhaltenen und ältesten Wehrkirchen in Deutschland. Die abgeschiedene Lage von Grafengehaig, die tiefen Täler und steilen Hänge sowie die Höhe der Ortschaft mögen dazu beigetragen haben. Die Kirche ist in der Liste der Kirchenburganlagen und Wehrkirchen aufgeführt.

## Entstehungsdaten
Die geschichtlichen Anfänge von Grafengehaig sind wohl um die erste Jahrtausendwende anzusetzen. Damit waren auch der Siedlungsbau am Markt und Kirchenbauten an der heutigen Stelle verbunden.
- 11./12. Jahrhundert vermutlich Bau der ersten Kapelle, geringe Besiedlung
- 13. Jahrhundert Bau der ersten Kirche, die einer Brandkatastrophe zum Opfer fiel, mäßige Besiedlung
- 14. Jahrhundert Bau der zweiten Kirche, beträchtlicher Aufschwung im Siedlungsbau
- 15. Jahrhundert Bau der dritten, heutigen Kirche, Teile der zweiten Kirche blieben erhalten, weiterer Aufschwung im Siedlungsbau

## Kircheninneres, Bauform
Die Grundform ihrer jetzigen Gestalt hat die Wehrkirche von einem Massivbauwerk aus dem Jahre 1448. Teile des Langhauskernmauerwerkes stehen auf Resten einer Anlage aus dem 13./14. Jahrhundert. Die Halle ist dreischiffig, vier mächtige Rundpfeiler tragen das Gewölbe.
- 1448 Massivbau der heutigen Kirche
- 1450 Einbau des Sakramentshäuschens
- 1507 wurde eine Erneuerung des Langhauses bezeugt, aus dieser Zeit stammen auch der Treppenturmanbau und der mächtige Hauptturm
- 1520 Einbau der achteckigen gotischen Kanzel
- 1532 wurde ein wertvolles Holzkruzifix an der Kanzelwand beschrieben
- 1636 wurden Grabdenkmäler derer von Wildenstein angebracht
- 1652 wurde zum ersten Mal die Ausmalung des Kircheninneren erwähnt
- 1678 Umarbeitung des ursprünglich runden Taufsteines in achteckige Form
- 1767 wurde der Altar im Chorraum errichtet

## Wehranlagen, Kirchenumfeld
Die Wehranlagen wurden vermutlich als Folge der Hussitenunruhen 1455 erbaut und dienten auch als Friedhofsbefestigung. Sie umfassten ursprünglich vier Torzugänge, die nach den vier Himmelsrichtungen ausgerichtet waren. Der 1732 erneuerte Torzugang am Markt nach Süden ist als einziger erhalten. Die noch bestehende Wehrmaueranlage zieht sich von Osten über Süden nach Westen, wo das Mesnerhaus ihren Abschluss bildet. Dieses wurde nach dem Dreißigjährigen Krieg um 1640 als Schulhaus errichtet.
- 1455 Bau der Wehranlage
- 1640 Errichtung des heutigen Mesnerhauses
- 1680 Bau des Schwesternhauses mit Fachwerkobergeschoss zum Markt neben dem Torturm
- 1692 Errichtung des Pfarrhauses, Erneuerungen im 18./19. Jahrhundert
- 1732 Erneuerung des Torturmes zum Markt
- 1835 bedeutende Erweiterung des Friedhofes
- 1949 Neubau der Leichenhalle

## Wehrgänge
Ob es Wehrgänge zur Wehrkirche gab, ist ungeklärt.
Obwohl man in der Vergangenheit des Öfteren bei Straßenbauarbeiten auf unterirdische Gänge gestoßen ist, kann nicht festgestellt werden, ob diese Keller der Bevölkerung oder tatsächlich Wehrgänge zur Kirche waren.
Den Überlieferungen nach sollen diese Wehrgänge aber tatsächlich bestanden haben.
Es gibt aber weder Anhaltspunkte in und an der Kirche, noch in schriftlicher Form.

## Forschung
In den Jahren 2001/02 wurden im Rahmen der Kirchensanierung archäologische Grabungen angeordnet. Dabei stieß man innerhalb der Kirche auf fünf Säuglingsgräber vor der Außenmauer eines Vorgängerbaus aus dem 13. Jahrhundert, der vermutlich bei einer Brandkatastrophe zerstört wurde. Zudem fand man zahlreiche Keramikscherben und Münzen aus dem 14./15. Jahrhundert. Eine Münze davon ist im Landschaftsmuseum Obermain auf der Plassenburg in Kulmbach ausgestellt.